# Gaiman

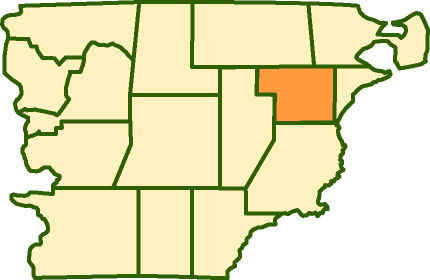
Localização do departamento de Gaiman na província de Chubut.

Gaiman é uma localidade do departamento homônimo, localizada na província de Chubut, na Argentina. Está situada no vale inferior do rio Chubut, a 15 quilômetros a oeste de Trelew.

## Toponímia
O nome Gaiman significa "ponta de pedra" no idioma tehuelche.

## Localização
Gaiman se encontra no Vale Inferior do Rio Chubut, na Patagônia, Argentina. A distância de Buenos Aires a Gaiman é de 1.450 quilômetros, pela Ruta Nacional 3. O aeroporto Alte. Zar de Trelew está a 20 quilômetros, onde chegam várias linhas aéreas.

## População
De acordo com o Instituto Nacional de Estatística e Censos da Argentina, Gaiman contava, em 2001, com 4.292 habitantes. Houve um aumento de 34% frente aos 3.205 habitantes do censo anterior (1991). Uma última projeção, realizada em dezembro de 2008, estimou 7.035 habitantes em Gaiman, o que a situa entre as poucas cidades da província que mantêm um forte e constante crescimento populacional.

## Turismo

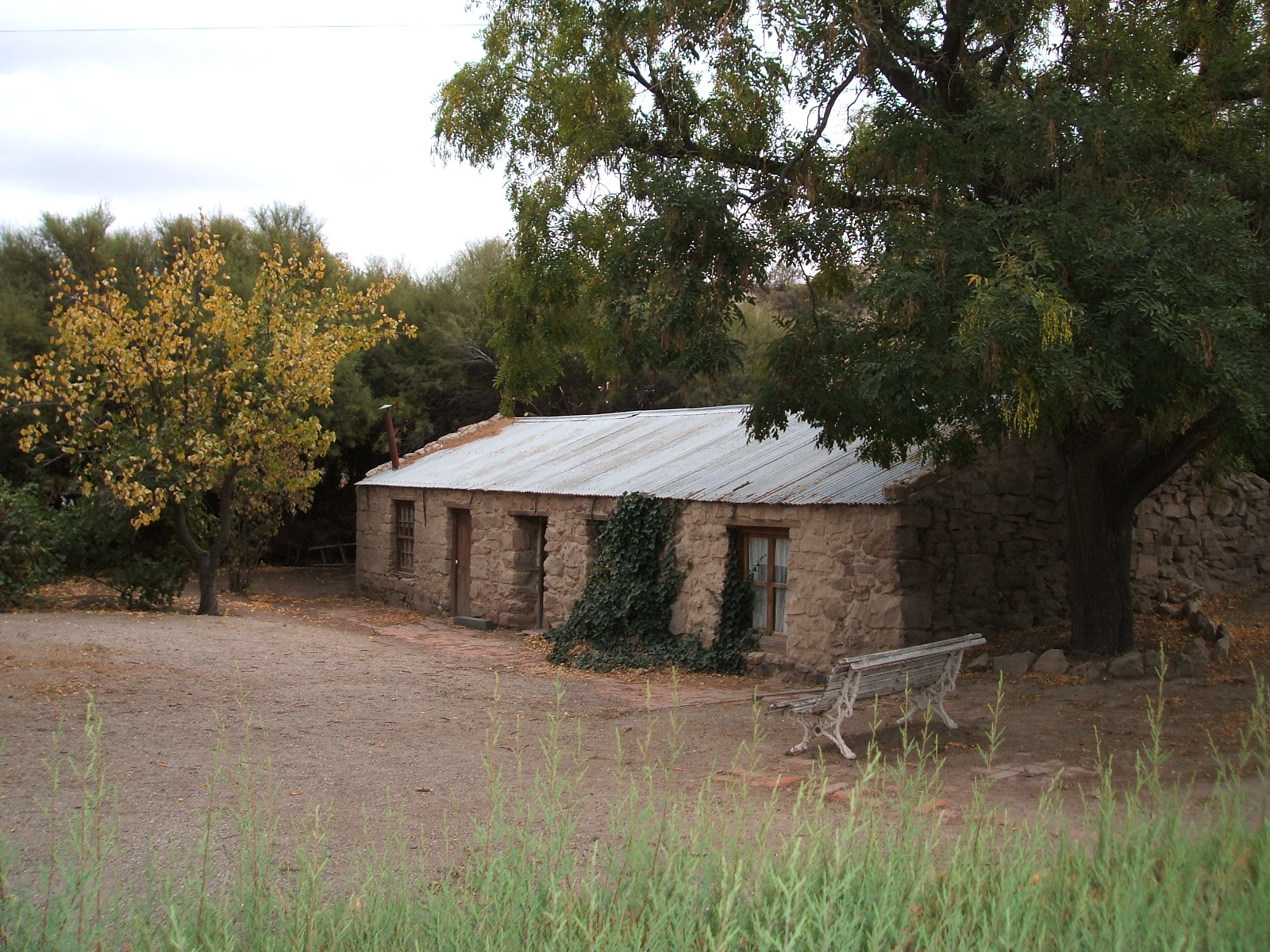
Antigas casas de pedra da colonização galesa.

As atrações principais de Gaiman estão listadas abaixo:
- Museu Regional Galês
- Museu Antropológico
- Primeira Casa
- Parque el Desafío
- Parque Paleontológico "Bryn Gwyn"

### Casas de chá galês
O chá galês é um costume das famílias dos imigrantes galeses de Gaiman, de cuja cultura faz parte. Nas casas de chá, os turistas normalmente o consomem acompanhado de doces típicos, como a torta negra galesa.